# 郭扶镇
郭扶镇，是中华人民共和国重庆市綦江区下辖的一个乡镇级行政单位。

## 行政区划
郭扶镇下辖以下地区：
郭扶社区、五星村、同心村、古松村、三塘村、垮山村、翻身村、骑龙村、平等村、安平村、长岭村、梅子桥村、建新村、狮子村、龙台村、永胜村、双山村、龙泉村、高庙村、团结村、银盆村和人和村。